# Aeroporto di Olbia-Costa Smeralda
De luchthaven van Olbia-Costa Smeralda (Italiaans: Aeroporto di Olbia-Costa Smeralda) ligt ongeveer 3 km ten zuidoosten van de stad Olbia, in het noordoosten van Sardinië.
Het is een van de drie internationale luchthavens op Sardinië (de andere zijn Alghero en Cagliari). Naast lijnvluchten zijn er ook veel chartervluchten op Olbia vanuit Noord- en Centraal-Europa voor toeristen die de exclusieve Costa Smeralda bezoeken. De Italiaanse luchtvaartmaatschappij Meridiana is op de luchthaven Olbia gevestigd. Meridiana is tevens hoofdaandeelhouder (79,8%) van Geasar S.p.A., de maatschappij die de luchthaven uitbaat met een concessie van het Italiaanse ministerie van vervoer.